# 旧新田小学校校舎
旧新田小学校校舎（きゅうしんでんしょうがっこうこうしゃ）は大阪府豊中市上新田3丁目にある建築物である。平屋建ての純日本風の木造校舎で、大阪府内に現存するものとしては最古のもの。大阪府の有形文化財に指定されている。

## 概要

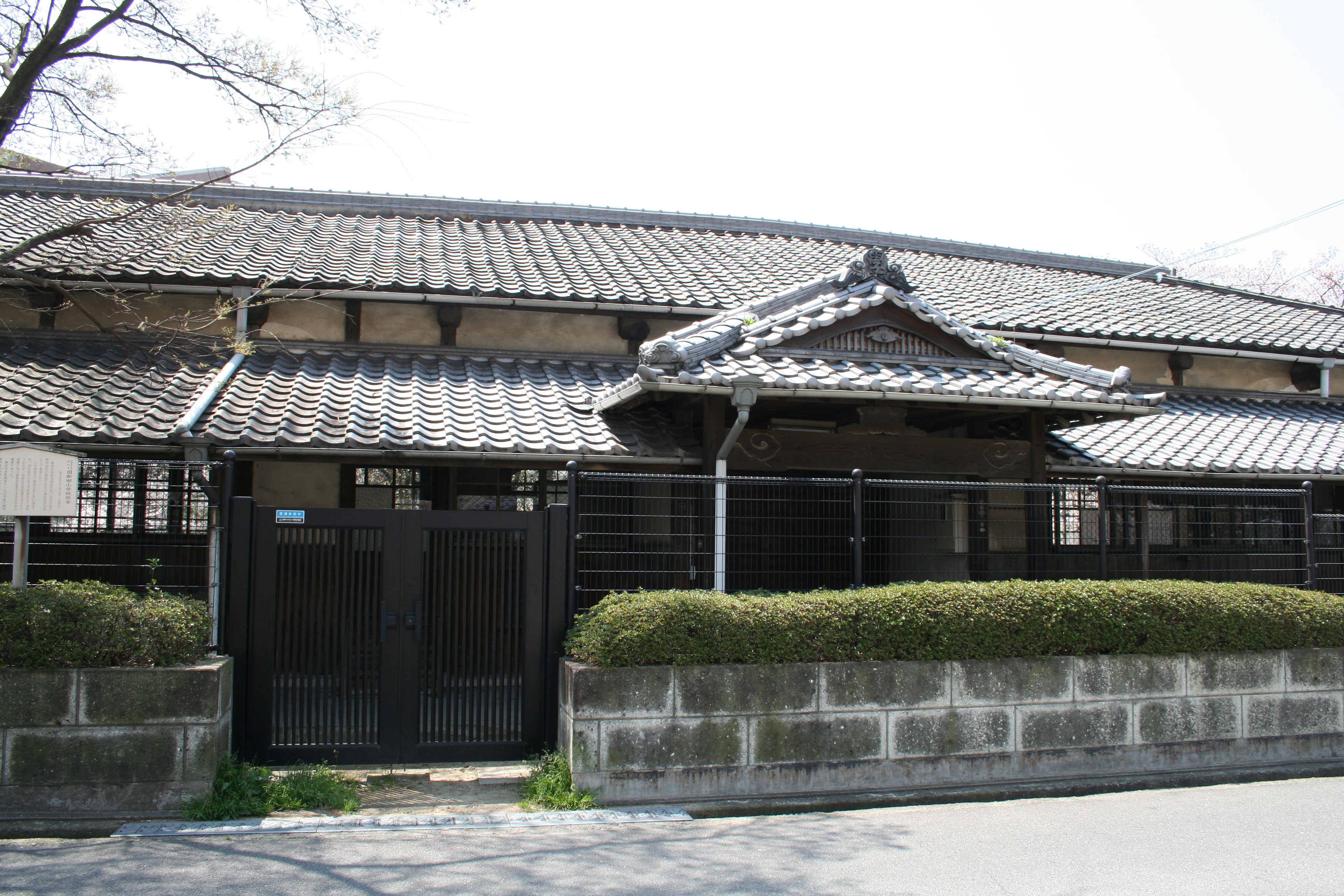
旧新田小学校校舎

この建築物は、現在の豊中市立新田小学校の旧校舎である。現新田小学校の前身は1873年（明治6年）に開校したが、その後1900年に新田村大字上新田に移転した際にこの校舎が新築された。
新田小学校に残っている古文章には、中央に玄関・応接室・教員室があり、東西両翼に教室があった。そしてその前に土間で作られた廊下があり、東に物入れ、西に教員住宅が設置されていた。
1973年（昭和48年）に新校舎に移転するまでこの校舎は使用された。現在は資料館として使用されている。一般公開は毎年の秋に行われ、明治時代の校舎、昭和時代初期の教科書などが展示されている。

## 利用案内
- 大阪府豊中市上新田3-3-1
  - 阪急電鉄宝塚本線 豊中駅から阪急バス津雲台7丁目行乗車、新田幼稚園前下車、徒歩1分。